# Colubraria nitidula
Colubraria nitidula is een slakkensoort uit de familie van de Colubrariidae. De wetenschappelijke naam van de soort is voor het eerst geldig gepubliceerd in 1833 door Sowerby I.